# Boudewijn de Groot
Boudewijn de Groot (Giacarta, 20 maggio 1944) è un cantautore olandese molto popolare a partire dagli anni settanta.
Tra le sue canzoni più popolari "Avond" ("Sera") e "Welterusten Meneer de President" ("Sogni d'oro signor Presidente"), contro la guerra in Vietnam.

## Biografia
Boudewijn de Groot nacque in un campo di concentramento giapponese nel 1944 in Indonesia, dove sua madre morì appena un anno dopo. La famiglia ritornò nei Paesi Bassi nel 1946. Entrò per la prima volta nelle classifiche nel 1965 con la canzone Meisje van 16 (ragazza sedicenne). Divenne presto una star e le sue canzoni, impegnate nel sociale, conquistarono un vasto pubblico.
Nel 2004 ebbe un ruolo nella serie tv fiamminga Flikken. Un anno dopo, nel 2005, gli olandesi scelsero una sua canzone, Avond, come miglior canzone di sempre per la classifica Radio 2 Top 2000.

## Discografia
- Boudewijn de Groot EP (1964)
- Apocalyps (1965)
- Voor de overlevenden (1966)
- Picknick (1967)
- Nacht en ontij (1968)
- Hoe sterk is de eenzame fietser (1973)
- Waar ik woon en wie ik ben (1975)
- Van een afstand (1980)
- Concert (1982)

Live - registrato a Dilbeek e Hasselt in Belgio
- Bo de Groot (1983)
- Maalstroom (1984)
- Een nieuwe herfst (1996)
- Wonderkind aan het strand (30 jaar) (1996)

Best of di rarità e b-sides
- Een hele tour (1997)

Live
- Het Eiland In De Verte (2004)
- Een Avond in Brussel (2005)

Live - registrato il 22 febbraio 2003 all'Ancienne Belgique di Brussel, Belgio.